# Ausztria a 2022. évi téli olimpiai játékokon
Ausztria a kínai Pekingben megrendezett 2022. évi téli olimpiai játékok egyik részt vevő nemzete volt. Az országot az olimpián 12 sportágban 106 sportoló képviselte, akik összesen 18 érmet szereztek.

## Érmesek
| Érem  | Versenyző                                                                                               | Sportág          | Versenyszám                  |
| ----- | --- | ---------------- | ---------------------------- |
| Arany | Matthias Mayer                                                                                          | Alpesisí         | Férfi szuperóriás-műlesiklás |
| Arany | Johannes Strolz                                                                                         | Alpesisí         | Férfi összetett              |
| Arany | Katharina Huber Katharina Liensberger Katharina Truppe Stefan Brennsteiner Michael Matt Johannes Strolz | Alpesisí         | Vegyes csapatverseny         |
| Arany | Benjamin Karl                                                                                           | Snowboard        | Férfi parallel giant slalom  |
| Arany | Alessandro Hämmerle                                                                                     | Snowboard        | Férfi snowboard cross        |
| Arany | Stefan Kraft Daniel Huber Jan Hörl Manuel Fettner                                                       | Síugrás          | Férfi csapatverseny          |
| Arany | Anna Gasser                                                                                             | Snowboard        | Női big air                  |
| Ezüst | Manuel Fettner                                                                                          | Síugrás          | Férfi egyéni, normálsánc     |
| Ezüst | Wolfgang Kindl                                                                                          | Szánkó           | Férfi egyes                  |
| Ezüst | Daniela Ulbing                                                                                          | Snowboard        | Női parallel giant slalom    |
| Ezüst | Katharina Liensberger                                                                                   | Alpesisí         | Női műlesiklás               |
| Ezüst | Madeleine Egle Wolfgang Kindl Thomas Steu Lorenz Koller                                                 | Szánkó           | Vegyes váltó                 |
| Ezüst | Mirjam Puchner                                                                                          | Alpesisí         | Női szuperóriás-műlesiklás   |
| Ezüst | Johannes Strolz                                                                                         | Alpesisí         | Férfi műlesiklás             |
| Bronz | Teresa Stadlober                                                                                        | Sífutás          | Női 15 km                    |
| Bronz | Matthias Mayer                                                                                          | Alpesisí         | Férfi lesiklás               |
| Bronz | Lukas Greiderer                                                                                         | Északi összetett | Normálsánc + 10 km           |
| Bronz | Thomas Steu Lorenz Koller                                                                               | Szánkó           | Kettes                       |

## Alpesisí
Férfi
| Versenyző           | Versenyszám            | 1. futam      | 1. futam      | 2. futam      | 2. futam      | Összesítés    | Összesítés               |
| Versenyző           | Versenyszám            | Idő           | Hely.         | Idő           | Hely.         | Idő           | Helyezés                 |
| ------------------- | ---------------------- | ------------- | ------------- | ------------- | ------------- | ------------- | ------------------------ |
| Max Franz           | Lesiklás               |               |               |               |               | 1:43:52       | 9.                       |
| Max Franz           | Szuperóriás-műlesiklás |               |               |               |               | nem ért célba | nem ért célba            |
| Daniel Hemetsberger | Lesiklás               |               |               |               |               | 1:44:59       | 21.                      |
| Vincent Kriechmayr  | Lesiklás               |               |               |               |               | 1:43:45       | 8.                       |
| Vincent Kriechmayr  | Szuperóriás-műlesiklás |               |               |               |               | 1:20,70       | 5.                       |
| Matthias Mayer      | Lesiklás               |               |               |               |               | 1:42,85       | 3. helyezett, bronzérmes |
| Matthias Mayer      | Szuperóriás-műlesiklás |               |               |               |               | 1:19,94       | 1. helyezett, aranyérmes |
| Stefan Brennsteiner | Óriás-műlesiklás       | 1:02,97       | 2.            | 1:22:01       | 40.           | 2:24,98       | 27.                      |
| Manuel Feller       | Óriás-műlesiklás       | 1:03,67       | 7.            | nem ért célba | nem ért célba | nem ért célba | nem ért célba            |
| Manuel Feller       | Műlesiklás             | nem ért célba | nem ért célba | kiesett       | kiesett       | kiesett       | kiesett                  |
| Raphael Haaser      | Óriás-műlesiklás       | 1:04,99       | 17.           | 1:07,40       | 9.            | 2:12,39       | 11.                      |
| Raphael Haaser      | Szuperóriás-műlesiklás |               |               |               |               | nem ért célba | nem ért célba            |
| Marco Schwarz       | Óriás-műlesiklás       | 1:05,04       | 18.           | 1:07,43       | 11.           | 2:12,47       | 14.                      |
| Marco Schwarz       | Műlesiklás             | 56,26         | 25.           | 50,35         | 5.            | 1:46,61       | 17.                      |
| Michael Matt        | Műlesiklás             | 54,36         | 7.            | nem ért célba | nem ért célba | nem ért célba | nem ért célba            |
| Johannes Strolz     | Műlesiklás             | 53,92         | 1.            | 50,78         | 13.           | 1:44,70       | 2. helyezett, ezüstérmes |

| Versenyző       | Versenyszám | Lesiklás | Lesiklás | Műlesiklás | Műlesiklás | Összesítés | Összesítés               |
| Versenyző       | Versenyszám | Idő      | Hely.    | Idő        | Hely.      | Idő        | Helyezés                 |
| --------------- | ----------- | -------- | -------- | ---------- | ---------- | ---------- | ------------------------ |
| Raphael Haaser  | Összetett   | 1:44,63  | 10.      | 48,64      | 4.         | 2:33,27    | 7.                       |
| Marco Schwarz   | Összetett   | 1:44,07  | 5.       | 48,64      | 4.         | 2:32,71    | 5.                       |
| Johannes Strolz | Összetett   | 1:43,87  | 4.       | 47,56      | 1.         | 2:31,43    | 1. helyezett, aranyérmes |

Női
| Versenyző             | Versenyszám            | 1. futam      | 1. futam      | 2. futam      | 2. futam      | Összesítés | Összesítés               |
| Versenyző             | Versenyszám            | Idő           | Hely.         | Idő           | Hely.         | Idő        | Helyezés                 |
| --------------------- | ---------------------- | ------------- | ------------- | ------------- | ------------- | ---------- | ------------------------ |
| Katharina Gallhuber   | Műlesiklás             | 53,40         | 10.           | 53,93         | 25.           | 1:47,33    | 14.                      |
| Katharina Huber       | Műlesiklás             | 53,54         | 12.           | 53,38         | 18.           | 1:46,92    | 12.                      |
| Cornelia Hütter       | Lesiklás               |               |               |               |               | 1:33,35    | 7.                       |
| Cornelia Hütter       | Szuperóriás-műlesiklás |               |               |               |               | 1:14,19    | 8.                       |
| Mirjam Puchner        | Lesiklás               |               |               |               |               | 1:33,45    | 8.                       |
| Mirjam Puchner        | Szuperóriás-műlesiklás |               |               |               |               | 1:13,73    | 2. helyezett, ezüstérmes |
| Ramona Siebenhofer    | Lesiklás               |               |               |               |               | 1:33,81    | 12.                      |
| Ramona Siebenhofer    | Óriás-műlesiklás       | 59,86         | 19.           | nem ért célba | nem ért célba | kiesett    | kiesett                  |
| Tamara Tippler        | Lesiklás               |               |               |               |               | 1:34,39    | 19.                      |
| Tamara Tippler        | Szuperóriás-műlesiklás |               |               |               |               | 1:13,84    | 4.                       |
| Stephanie Brunner     | Óriás-műlesiklás       | nem ért célba | nem ért célba | kiesett       | kiesett       | kiesett    | kiesett                  |
| Katharina Liensberger | Óriás-műlesiklás       | 59,34         | 13.           | 58,90         | 17.           | 1:58,24    | 15.                      |
| Katharina Liensberger | Műlesiklás             | 52,83         | 7.            | 52,23         | 2.            | 1:45,06    | 2. helyezett, ezüstérmes |
| Katharina Truppe      | Óriás-műlesiklás       | 57,86         | 2.            | 58,63         | 14.           | 1:56,49    | 4.                       |
| Katharina Truppe      | Műlesiklás             | nem ért célba | nem ért célba | kiesett       | kiesett       | kiesett    | kiesett                  |
| Ariane Rädler         | Szuperóriás-műlesiklás |               |               |               |               | 1:15,33    | 20.                      |

| Versenyző          | Versenyszám | Lesiklás | Lesiklás | Műlesiklás | Műlesiklás | Összesítés | Összesítés |
| Versenyző          | Versenyszám | Idő      | Hely.    | Idő        | Hely.      | Idő        | Helyezés   |
| ------------------ | ----------- | -------- | -------- | ---------- | ---------- | ---------- | ---------- |
| Katharina Huber    | Összetett   | 1:35,68  | 19.      | 53,12      | 2.         | 2:28,80    | 5.         |
| Christine Scheyer  | Összetett   | 1:32,42  | 1.       | 56,83      | 7.         | 2:29,25    | 6.         |
| Ramona Siebenhofer | Összetett   | 1:32,56  | 3.       | 57,13      | 10.        | 2:29,69    | 7.         |

Vegyes
| Versenyző                                                                                               | Versenyszám | Nyolcaddöntő      | Negyeddöntő              | Elődöntő                 | Döntő                       | Helyezés                 |
| Versenyző                                                                                               | Versenyszám | Ellenfél Eredmény | Ellenfél Eredmény        | Ellenfél Eredmény        | Ellenfél Eredmény           | Helyezés                 |
| --- | ----------- | ----------------- | ------------------------ | ------------------------ | --------------------------- | ------------------------ |
| Katharina Huber Katharina Liensberger Katharina Truppe Stefan Brennsteiner Michael Matt Johannes Strolz | Vegyes      | kiemelt           | Szlovénia (SLO) · Gy 3–1 | Norvégia (NOR) · Gy 2*–2 | Németország (GER) · Gy 2*–2 | 1. helyezett, aranyérmes |

## Biatlon
Férfi
| Versenyző                                             | Versenyszám            | Időeredmény | Lövőhiba    | Helyezés |
| ----------------------------------------------------- | ---------------------- | ----------- | ----------- | -------- |
| Simon Eder                                            | 20 km egyéni indításos | 52:09,4     | 2 (0+0+1+1) | 20.      |
| Simon Eder                                            | 10 km sprint           | 25:26,9     | 1 (0+1)     | 18.      |
| Simon Eder                                            | 12,5 km üldözőverseny  | 44:18,7     | 5 (0+2+2+1) | 37.      |
| Simon Eder                                            | 15 km tömegrajtos      | 40:10,8     | 2 (2+0+0+0) | 7.       |
| Felix Leitner                                         | 20 km egyéni indításos | 51:41,7     | 1 (1+0+0+0) | 16.      |
| Felix Leitner                                         | 10 km sprint           | 26:33,8     | 2 (1+1)     | 46.      |
| Felix Leitner                                         | 12,5 km üldözőverseny  | 42:16,3     | 1 (0+1+0+0) | 10.      |
| Felix Leitner                                         | 15 km tömegrajtos      | 43:37,9     | 7 (2+1+2+2) | 29.      |
| David Komatz                                          | 20 km egyéni indításos | 54:24,1     | 3 (1+0+1+1) | 45.      |
| David Komatz                                          | 10 km sprint           | 27:02,5     | 2 (0+2)     | 69.      |
| Harald Lemmerer                                       | 20 km egyéni indításos | 55:22,7     | 4 (0+1+2+1) | 57.      |
| Patrick Jakob                                         | 10 km sprint           | 27:10,9     | 1 (0+1)     | 72.      |
| David Komatz Simon Eder Felix Leitner Harald Lemmerer | 4 × 7,5 km váltó       | 1:23:31,9   | 2+8         | 10.      |

Női
| Versenyző                                                       | Versenyszám            | Időeredmény | Lövőhiba    | Helyezés |
| --------------------------------------------------------------- | ---------------------- | ----------- | ----------- | -------- |
| Lisa Theresa Hauser                                             | 15 km egyéni indításos | 46:36,0     | 3 (0+1+1+1) | 17.      |
| Lisa Theresa Hauser                                             | 7,5 km sprint          | 21:31,6     | 0 (0+0)     | 4.       |
| Lisa Theresa Hauser                                             | 10 km üldözőverseny    | 36:56,7     | 2 (0+0+1+1) | 7.       |
| Lisa Theresa Hauser                                             | 12,5 km tömegrajtos    | 42:07,6     | 4 (0+1+1+2) | 11.      |
| Katharina Innerhofer                                            | 15 km egyéni indításos | 48:10,0     | 4 (0+2+0+2) | 26.      |
| Katharina Innerhofer                                            | 7,5 km sprint          | 22:26,4     | 2 (0+2)     | 21.      |
| Katharina Innerhofer                                            | 10 km üldözőverseny    | 38:24,7     | 3 (0+0+1+2) | 22.      |
| Katharina Innerhofer                                            | 12,5 km tömegrajtos    | 42:42,7     | 6 (1+0+2+3) | 14.      |
| Anna Juppe                                                      | 15 km egyéni indításos | 52:49,7     | 8 (1+3+1+3) | 75.      |
| Julia Schwaiger                                                 | 15 km egyéni indításos | 48:42,2     | 3 (2+1+0+0) | 31.      |
| Julia Schwaiger                                                 | 7,5 km sprint          | 23:16,2     | 2 (1+1)     | 45.      |
| Julia Schwaiger                                                 | 10 km üldözőverseny    | 40:42,2     | 3 (0+0+1+2) | 44.      |
| Dunja Zdouc                                                     | 7,5 km sprint          | 25:32,1     | 2 (0+2)     | 85.      |
| Lisa Theresa Hauser Katharina Innerhofer Anna Juppe Dunja Zdouc | 4 × 6 km váltó         | 1:15:07,6   | 3+7         | 9.       |

Vegyes
| Versenyző                                                    | Versenyszám  | Időeredmény | Lövőhiba | Helyezés |
| ------------------------------------------------------------ | ------------ | ----------- | -------- | -------- |
| Simon Eder Lisa Theresa Hauser Felix Leitner Julia Schwaiger | Vegyes váltó | 1:09:44,2   | 2+13     | 10.      |

## Bob
Férfi
| Versenyző                                                          | Versenyszám | 1. futam | 1. futam | 2. futam | 2. futam | 3. futam | 3. futam | 4. futam | 4. futam | Összesítés | Összesítés |
| Versenyző                                                          | Versenyszám | Idő      | Hely.    | Idő      | Hely.    | Idő      | Hely.    | Idő      | Hely.    | Idő        | Helyezés   |
| ------------------------------------------------------------------ | ----------- | -------- | -------- | -------- | -------- | -------- | -------- | -------- | -------- | ---------- | ---------- |
| Benjamin Maier* Markus Sammer                                      | Kettes      | 59,51    | 5.       | 59,96    | 8.       | 59,64    | 6.       | 1:00,01  | 9.       | 3:59,12    | 5.         |
| Markus Treichl* Markus Glück                                       | Kettes      | 1:00,42  | 26.      | 1:00,52  | 25.      | 1:00,66  | 27.      | kiesett  | kiesett  | 3:01,60    | 26.        |
| Benjamin Maier* Markus Sammer Sascha Stepan Kristian Huber         | Négyes      | 58,76    | 8.       | 59,46    | 11.      | 59,17    | 11.      | 1:00,10  | 20.      | 3:57,49    | 12.        |
| Markus Treichl* Markus Glück Sebastian Mitterer Robert Eckschlager | Négyes      | 59,53    | 21.      | 1:00,07  | 24.      | 59,59    | 21.      | kiesett  | kiesett  | 2:59,19    | 22.        |

Női
| Versenyző                        | Versenyszám | 1. futam | 1. futam | 2. futam | 2. futam | 3. futam | 3. futam | 4. futam | 4. futam | Összesítés | Összesítés |
| Versenyző                        | Versenyszám | Idő      | Hely.    | Idő      | Hely.    | Idő      | Hely.    | Idő      | Hely.    | Idő        | Helyezés   |
| -------------------------------- | ----------- | -------- | -------- | -------- | -------- | -------- | -------- | -------- | -------- | ---------- | ---------- |
| Katrin Beierl                    | Mono        | 1:05,39  | 8.       | 1:06,00  | 13.      | 1:06,57  | 16.      | 1:06,56  | 17.      | 4:24,52    | 14.        |
| Katrin Beierl* Jennifer Onasanya | Kettes      | 1:01,91  | 13.      | 1:02,12  | 12.      | 1:01,89  | 9.       | 1:02,32  | 16.      | 4:08,24    | 10.        |

* – a bob vezetője

## Északi összetett
| Versenyző                                                         | Versenyszám        | Síugrás | Síugrás | Síugrás | Síugrás    | Sífutás | Sífutás | Összesítés | Összesítés               |
| Versenyző                                                         | Versenyszám        | Táv     | Pont    | Hely.   | Időhátrány | Idő     | Hely.   | Idő        | Helyezés                 |
| ----------------------------------------------------------------- | ------------------ | ------- | ------- | ------- | ---------- | ------- | ------- | ---------- | ------------------------ |
| Martin Fritz                                                      | Normálsánc + 10 km | 96,0    | 105,2   | 18.     | +1:51      | 25:02,4 | 14.     | 26:53,4    | 12.                      |
| Lukas Greiderer                                                   | Normálsánc + 10 km | 103,5   | 123,4   | 2.      | +0:38      | 24:36,3 | 7.      | 25:14,3    | 3. helyezett, bronzérmes |
| Lukas Greiderer                                                   | Nagysánc + 10 km   | 129,0   | 112,8   | 11.     | +1:48      | 25:37,1 | 4.      | 27:25,1    | 5.                       |
| Johannes Lamparter                                                | Normálsánc + 10 km | 100,0   | 116,9   | 5.      | +1:04      | 24:12,7 | 3.      | 25:16,7    | 4.                       |
| Johannes Lamparter                                                | Nagysánc + 10 km   | 128,0   | 118,1   | 8.      | +1:27      | 26:04,3 | 8.      | 27:31,3    | 6.                       |
| Franz-Josef Rehrl                                                 | Normálsánc + 10 km | 102,0   | 115,8   | 7.      | +1:09      | 25:08,3 | 17.     | 26:17,3    | 19.                      |
| Franz-Josef Rehrl                                                 | Nagysánc + 10 km   | 135,5   | 121,9   | 6.      | +1:12      | 27:10,2 | 23.     | 28:22,2    | 11.                      |
| Mario Seidl                                                       | Nagysánc + 10 km   | 130,0   | 119,5   | 7.      | +1:21      | 27:07,5 | 21.     | 28:28,5    | 13.                      |
| Martin Fritz Johannes Lamparter Lukas Greiderer Franz-Josef Rehrl | Csapat             | 532,0   | 475,4   | 1.      | –          | 51:44,7 | 8.      | 51:44,7    | 4.                       |

## Gyorskorcsolya
Női
| Versenyző      | Versenyszám | Eredmény | Helyezés |
| -------------- | ----------- | -------- | -------- |
| Vanessa Herzog | 500 m       | 37,28    | 4.       |
| Vanessa Herzog | 1000 m      | 1:15,644 | 8.       |

Tömegrajtos
| Versenyző    | Versenyszám | Elődöntő | Elődöntő | Elődöntő | Döntő | Döntő   | Döntő    |
| Versenyző    | Versenyszám | Pont     | Idő      | Hely.    | Pont  | Idő     | Helyezés |
| ------------ | ----------- | -------- | -------- | -------- | ----- | ------- | -------- |
| Gabriel Odor | Férfi       | 10       | 7:44,28  | 4.       | 2     | 8:10,46 | 10.      |

## Műkorcsolya
| Versenyző                       | Versenyszám | Rövid program | Rövid program | Kűr     | Kűr     | Összesítés | Összesítés |
| Versenyző                       | Versenyszám | Pont          | Hely.         | Pont    | Hely.   | Pont       | Helyezés   |
| ------------------------------- | ----------- | ------------- | ------------- | ------- | ------- | ---------- | ---------- |
| Olga Mikutina                   | Női egyéni  | 61,14         | 18.           | 121,06  | 14.     | 182,20     | 14.        |
| Miriam Ziegler / Severin Kiefer | Páros       | 51,96         | 18.           | kiesett | kiesett | kiesett    | kiesett    |

## Síakrobatika
Akrobatika
Férfi
| Versenyző     | Versenyszám | Selejtező | Selejtező | Selejtező | Selejtező     | Selejtező | Döntő    | Döntő    | Döntő    | Döntő         | Döntő    |
| Versenyző     | Versenyszám | 1. futam  | 2. futam  | 3. futam  | Jobb eredmény | Hely.     | 1. futam | 2. futam | 3. futam | Jobb eredmény | Helyezés |
| ------------- | ----------- | --------- | --------- | --------- | ------------- | --------- | -------- | -------- | -------- | ------------- | -------- |
| Daniel Bacher | Big air     | 75,00     | 56,75     | 69,00     | 144,00        | 21.       | kiesett  | kiesett  | kiesett  | kiesett       | kiesett  |
| Daniel Bacher | Slopestyle  | 63,60     | 16,21     |           | 63,60         | 17.       | kiesett  | kiesett  | kiesett  | kiesett       | kiesett  |
| Matěj Švancer | Big air     | 61,75     | 27,75     | 25,50     | 89,50         | 26.       | kiesett  | kiesett  | kiesett  | kiesett       | kiesett  |
| Matěj Švancer | Slopestyle  | 37,25     | 74,86     |           | 74,86         | 9.        | 73,05    | 31,86    | 49,83    | 73,05         | 8.       |
| Marco Ladner  | Félcső      | 53,50     | 6,50      |           | 53,50         | 17.       | kiesett  | kiesett  | kiesett  | kiesett       | kiesett  |

Női
| Versenyző     | Versenyszám | Selejtező | Selejtező | Selejtező | Selejtező     | Selejtező | Döntő    | Döntő    | Döntő    | Döntő         | Döntő    |
| Versenyző     | Versenyszám | 1. futam  | 2. futam  | 3. futam  | Jobb eredmény | Hely.     | 1. futam | 2. futam | 3. futam | Jobb eredmény | Helyezés |
| ------------- | ----------- | --------- | --------- | --------- | ------------- | --------- | -------- | -------- | -------- | ------------- | -------- |
| Laura Wallner | Big air     | 59,50     | 9,00      | 9,00      | 68,50         | 23.       | kiesett  | kiesett  | kiesett  | kiesett       | kiesett  |
| Laura Wallner | Slopestyle  | 30,36     | 30,70     |           | 30,70         | 25.       | kiesett  | kiesett  | kiesett  | kiesett       | kiesett  |
| Lara Wolf     | Big air     | 25,25     | 36,25     | 55,25     | 91,50         | 21.       | kiesett  | kiesett  | kiesett  | kiesett       | kiesett  |
| Lara Wolf     | Slopestyle  | 62,56     | 24,38     |           | 62,56         | 14.       | kiesett  | kiesett  | kiesett  | kiesett       | kiesett  |

Mogul
| Versenyző          | Versenyszám | Selejtező | Selejtező | Selejtező | Selejtező | Selejtező | Selejtező | Selejtező | Selejtező | Döntő    | Döntő    | Döntő    | Döntő    | Döntő    | Döntő    | Döntő    | Döntő    | Döntő    | Döntő    | Döntő    | Helyezés |
| Versenyző          | Versenyszám | 1. futam  | 1. futam  | 1. futam  | 1. futam  | 2. futam  | 2. futam  | 2. futam  | 2. futam  | 1. futam | 1. futam | 1. futam | 1. futam | 2. futam | 2. futam | 2. futam | 2. futam | 3. futam | 3. futam | 3. futam | Helyezés |
| Versenyző          | Versenyszám | Idő       | Pont      | Össz.     | Hely.     | Idő       | Pont      | Össz.     | Hely.     | Idő      | Pont     | Össz.    | Hely.    | Idő      | Pont     | Össz.    | Hely.    | Idő      | Pont     | Össz.    | Helyezés |
| ------------------ | ----------- | --------- | --------- | --------- | --------- | --------- | --------- | --------- | --------- | -------- | -------- | -------- | -------- | -------- | -------- | -------- | -------- | -------- | -------- | -------- | -------- |
| Katharina Ramsauer | Női         | 31,94     | 44,17     | 56,18     | 24.       | 31,04     | 42,74     | 55,76     | 19.       | kiesett  | kiesett  | kiesett  | kiesett  | kiesett  | kiesett  | kiesett  | kiesett  | kiesett  | kiesett  | kiesett  | 29.      |

Krossz
| Versenyző           | Versenyszám | Rangsorolás | Rangsorolás | Nyolcaddöntő | Negyeddöntő | Elődöntő | Döntő       | Helyezés |
| Versenyző           | Versenyszám | Idő         | Hely.       | Helyezés     | Helyezés    | Helyezés | Helyezés    | Helyezés |
| ------------------- | ----------- | ----------- | ----------- | ------------ | ----------- | -------- | ----------- | -------- |
| Adam Kappacher      | Férfi       | 1:13,58     | 25.         | 3.           | kiesett     | kiesett  | kiesett     | 22.      |
| Johannes Rohrweck   | Férfi       | 1:12,71     | 10.         | 2.           | 2.          | 3.       | Kisdöntő 3. | 7.       |
| Tristan Takats      | Férfi       | 1:13,29     | 19.         | 2.           | 4.          | kiesett  | kiesett     | 15.      |
| Robert Winkler      | Férfi       | 1:14,05     | 30.         | 4.           | kiesett     | kiesett  | kiesett     | 30.      |
| Christina Födermayr | Női         | 1:21,02     | 21.         | 3.           | kiesett     | kiesett  | kiesett     | 22.      |
| Andrea Limbacher    | Női         | 1:19,69     | 18.         | 2.           | 3.          | kiesett  | kiesett     | 11.      |
| Katrin Ofner        | Női         | 1:19,95     | 19.         | 2.           | 3.          | kiesett  | kiesett     | 12.      |

## Sífutás
Távolsági
Férfi
| Versenyző      | Versenyszám | Klasszikus | Klasszikus | Szabad  | Szabad | Összesen  | Összesen |
| Versenyző      | Versenyszám | Idő        | Hely.      | Idő     | Hely.  | Idő       | Helyezés |
| -------------- | ----------- | ---------- | ---------- | ------- | ------ | --------- | -------- |
| Mika Vermeulen | 15 km       |            |            |         |        | 40:37,8   | 23.      |
| Mika Vermeulen | 30 km       | 41:18,0    | 20.        | 38:49,7 | 13.    | 1:20:40,0 | 16.      |

Női
| Versenyző        | Versenyszám | Klasszikus | Klasszikus | Szabad  | Szabad | Összesen  | Összesen                 |
| Versenyző        | Versenyszám | Idő        | Hely.      | Idő     | Hely.  | Idő       | Helyezés                 |
| ---------------- | ----------- | ---------- | ---------- | ------- | ------ | --------- | ------------------------ |
| Teresa Stadlober | 10 km       |            |            |         |        | 29:16,9   | 9.                       |
| Teresa Stadlober | 30 km       |            |            |         |        | 1:28:36,5 | 11.                      |
| Lisa Unterweger  | 10 km       |            |            |         |        | 31:02,1   | 31.                      |
| Teresa Stadlober | 15 km       | 22:38,7    | 5.         | 21:19,8 | 4.     | 44:44,2   | 3. helyezett, bronzérmes |

Sprint
| Versenyző                        | Versenyszám         | Selejtező | Selejtező | Negyeddöntő | Negyeddöntő | Elődöntő | Elődöntő | Döntő    | Helyezés |
| Versenyző                        | Versenyszám         | Idő       | Hely.     | Idő         | Hely.       | Idő      | Hely.    | Idő      | Helyezés |
| -------------------------------- | ------------------- | --------- | --------- | ----------- | ----------- | -------- | -------- | -------- | -------- |
| Michael Föttinger                | Férfi egyéni sprint | 2:56,58   | 39.       | kiesett     | kiesett     | kiesett  | kiesett  | kiesett  | 39.      |
| Benjamin Moser                   | Férfi egyéni sprint | 2:58,07   | 43.       | kiesett     | kiesett     | kiesett  | kiesett  | kiesett  | 43.      |
| Michael Föttinger Benjamin Moser | Férfi csapatsprint  |           |           |             |             | 20:07,78 | 4.       | 21:15,00 | 10.      |
| Lisa Unterweger                  | Női egyéni sprint   | 3:24,83   | 34.       | kiesett     | kiesett     | kiesett  | kiesett  | kiesett  | 34.      |
| Teresa Stadlober Lisa Unterweger | Női csapatsprint    |           |           |             |             | 23:08,34 | 3.       | 22:55,25 | 6.       |

## Síugrás
Férfi
| Versenyző                                         | Versenyszám   | Selejtező | Selejtező | Selejtező | 1. ugrás | 1. ugrás | 1. ugrás | 2. ugrás | 2. ugrás | 2. ugrás | Összesítés | Összesítés               |
| Versenyző                                         | Versenyszám   | Táv       | Pont      | Hely.     | Táv      | Pont     | Hely.    | Táv      | Pont     | Hely.    | Pont       | Helyezés                 |
| ------------------------------------------------- | ------------- | --------- | --------- | --------- | -------- | -------- | -------- | -------- | -------- | -------- | ---------- | ------------------------ |
| Manuel Fettner                                    | Normálsánc    | 102,0     | 107,5     | 6.        | 102,5    | 134,5    | 5.       | 104,0    | 136,3    | 1.       | 270,8      | 2. helyezett, ezüstérmes |
| Manuel Fettner                                    | Nagysánc      | 128,0     | 120,5     | 11.       | 138,5    | 138,0    | 5.       | 134,0    | 134,7    | 12.      | 272,7      | 7.                       |
| Jan Hörl                                          | Normálsánc    | 87,0      | 78,5      | 37.       | 98,0     | 128,9    | 15.      | 97,0     | 119,9    | 20.      | 248,8      | 19.                      |
| Jan Hörl                                          | Nagysánc      | 127,0     | 117,0     | 15.       | 136,0    | 135,6    | 7.       | 137,0    | 135,3    | 11.      | 270,9      | 9.                       |
| Daniel Huber                                      | Normálsánc    | 90,0      | 90,8      | 23.       | 96,0     | 128,1    | 19.      | 101,5    | 125,5    | 10.      | 253,6      | 13.                      |
| Daniel Huber                                      | Nagysánc      | 126,0     | 117,7     | 14.       | 133,0    | 127,4    | 21.      | 132,5    | 127,7    | 22.      | 255,1      | 20.                      |
| Stefan Kraft                                      | Normálsánc    | 100,0     | 108,5     | 5.        | 98,0     | 129,2    | 14.      | 99,5     | 128,9    | 6.       | 258,1      | 10.                      |
| Stefan Kraft                                      | Nagysánc      | 128,5     | 127,6     | 4.        | 131,5    | 127,9    | 19.      | 136,5    | 136,2    | 10.      | 264,1      | 13.                      |
| Manuel Fettner Jan Hörl Daniel Huber Stefan Kraft | Csapatverseny |           |           |           | 519,0    | 458,4    | 2.       | 516,0    | 484,3    | 1.       | 942,7      | 1. helyezett, aranyérmes |

Női
| Versenyző              | Versenyszám | Első forduló | Első forduló | Első forduló | Döntő   | Döntő   | Döntő   | Összesítés | Összesítés |
| Versenyző              | Versenyszám | Táv          | Pont         | Hely.        | Táv     | Pont    | Hely.   | Pont       | Helyezés   |
| ---------------------- | ----------- | ------------ | ------------ | ------------ | ------- | ------- | ------- | ---------- | ---------- |
| Lisa Eder              | Normálsánc  | 92,0         | 92,3         | 15.          | 90,0    | 101,1   | 7.      | 193,4      | 8.         |
| Daniela Iraschko-Stolz | Normálsánc  | 91,5         | 94,1         | 14.          | 80,5    | 83,9    | 16.     | 178,0      | 12.        |
| Eva Pinkelnig          | Normálsánc  | 87,0         | 83,9         | 18.          | 84,0    | 82,6    | 17.     | 166,5      | 20.        |
| Sophie Sorschag        | Normálsánc  | kizárták     | kizárták     | kizárták     | kiesett | kiesett | kiesett | kiesett    | kiesett    |

Vegyes
| Versenyző                                                    | Versenyszám   | Első forduló | Első forduló | Első forduló | Döntő | Döntő | Döntő | Összesítés | Összesítés |
| Versenyző                                                    | Versenyszám   | Táv          | Pont         | Hely.        | Táv   | Pont  | Hely. | Pont       | Helyezés   |
| ------------------------------------------------------------ | ------------- | ------------ | ------------ | ------------ | ----- | ----- | ----- | ---------- | ---------- |
| Lisa Eder Manuel Fettner Stefan Kraft Daniela Iraschko-Stolz | Csapatverseny | 299,0        | 370,7        | 6.           | 378,5 | 447,3 | 3.    | 818,0      | 5.         |

## Snowboard
Akrobatika
Férfi
| Versenyző        | Versenyszám | Selejtező | Selejtező | Selejtező | Selejtező     | Selejtező | Döntő    | Döntő    | Döntő    | Döntő         | Helyezés |
| Versenyző        | Versenyszám | 1. futam  | 2. futam  | 3. futam  | Jobb eredmény | Hely.     | 1. futam | 2. futam | 3. futam | Jobb eredmény | Helyezés |
| ---------------- | ----------- | --------- | --------- | --------- | ------------- | --------- | -------- | -------- | -------- | ------------- | -------- |
| Clemens Millauer | Slopestyle  | 38,71     | 32,06     |           | 38,71         | 27.       | kiesett  | kiesett  | kiesett  | kiesett       | 27.      |

Női
| Versenyző   | Versenyszám | Selejtező | Selejtező | Selejtező | Selejtező     | Selejtező | Döntő    | Döntő    | Döntő    | Döntő         | Helyezés                 |
| Versenyző   | Versenyszám | 1. futam  | 2. futam  | 3. futam  | Jobb eredmény | Hely.     | 1. futam | 2. futam | 3. futam | Jobb eredmény | Helyezés                 |
| ----------- | ----------- | --------- | --------- | --------- | ------------- | --------- | -------- | -------- | -------- | ------------- | ------------------------ |
| Anna Gasser | Big air     | 73,25     | 62,25     | 80,25     | 153,50        | 6.        | 90,00    | 86,75    | 95,50    | 185,50        | 1. helyezett, aranyérmes |
| Anna Gasser | Slopestyle  | 50,71     | 75,00     |           | 75,00         | 4.        | 35,01    | 43,58    | 75,33    | 75,33         | 6.                       |

Parallel giant slalom
| Versenyző          | Versenyszám | Selejtező | Selejtező | Nyolcaddöntő               | Negyeddöntő                           | Elődöntő                      | Döntő                                 | Helyezés                 |
| Versenyző          | Versenyszám | Idő       | Hely.     | Ellenfél Eredmény          | Ellenfél Eredmény                     | Ellenfél Eredmény             | Ellenfél Eredmény                     | Helyezés                 |
| ------------------ | ----------- | --------- | --------- | -------------------------- | ------------------------------------- | ----------------------------- | ------------------------------------- | ------------------------ |
| Benjamin Karl      | Férfi       | 1:21,25   | 2.        | Radoslav Yankov (BUL) · Gy | Alexander Payer (AUT) · Gy            | Roland Fischnaller (ITA) · Gy | Tim Mastnak (SLO) · Gy                | 1. helyezett, aranyérmes |
| Lukas Mathies      | Férfi       | 1:23,75   | 23.       | kiesett                    | kiesett                               | kiesett                       | kiesett                               | 23.                      |
| Alexander Payer    | Férfi       | 1:22,10   | 10.       | Michał Nowaczyk (POL) · Gy | Benjamin Karl (AUT) · V +1,57         | kiesett                       | kiesett                               | 8.                       |
| Andreas Prommegger | Férfi       | 1:21,37   | 3.        | Dario Caviezel (SUI) · Gy  | Roland Fischnaller (ITA) · V +0,51    | kiesett                       | kiesett                               | 6.                       |
| Julia Dujmovits    | Női         | 1:27,43   | 5.        | Patrizia Kummer (SUI) · Gy | Michelle Dekker (NED) · V +4,29       | kiesett                       | kiesett                               | 6.                       |
| Daniela Ulbing     | Női         | 1:27,77   | 7.        | Megan Farrell (CAN) · Gy   | Ramona Theresia Hofmeister (GER) · Gy | Gloria Kotnik (SLO) · Gy      | Ester Ledecká (CZE) · V nem ért célba | 2. helyezett, ezüstérmes |

Snowboard cross
| Versenyző                        | Versenyszám | Rangsorolás | Rangsorolás | Nyolcaddöntő  | Negyeddöntő | Elődöntő | Döntő    | Helyezés                 |
| Versenyző                        | Versenyszám | Idő         | Hely.       | Helyezés      | Helyezés    | Helyezés | Helyezés | Helyezés                 |
| -------------------------------- | ----------- | ----------- | ----------- | ------------- | ----------- | -------- | -------- | ------------------------ |
| Jakob Dusek                      | Férfi       | 1:17,05     | 3.          | 4.            | kiesett     | kiesett  | kiesett  | 25.                      |
| Alessandro Hämmerle              | Férfi       | 1:17,24     | 4.          | 2.            | 1.          | 2.       | 1.       | 1. helyezett, aranyérmes |
| Julian Lüftner                   | Férfi       | 1:17,00     | 2.          | 2.            | 1.          | 1.       | 4.       | 4.                       |
| Lukas Pachner                    | Férfi       | 1:18,49     | 14.         | 3.            | kiesett     | kiesett  | kiesett  | 20.                      |
| Pia Zerkhold                     | Női         | 1:24,53     | 9.          | nem ért célba | kiesett     | kiesett  | kiesett  | 25.                      |
| Alessandro Hämmerle Pia Zerkhold | Vegyes      |             |             |               | 4.          | kiesett  | kiesett  | =9.                      |

## Szánkó
| Versenyző                 | Versenyszám | 1. futam | 1. futam | 2. futam | 2. futam | 3. futam | 3. futam | 4. futam | 4. futam | Összesítés | Összesítés               |
| Versenyző                 | Versenyszám | Idő      | Hely.    | Idő      | Hely.    | Idő      | Hely.    | Idő      | Hely.    | Idő        | Helyezés                 |
| ------------------------- | ----------- | -------- | -------- | -------- | -------- | -------- | -------- | -------- | -------- | ---------- | ------------------------ |
| David Gleirscher          | Férfi egyes | 57,407   | 6.       | 58,240   | 12.      | 58,908   | 26.      | 58,617   | 20.      | 3:53,172   | 15.                      |
| Nico Gleirscher           | Férfi egyes | 59,110   | 27.      | 58,351   | 14.      | 57,370   | 3.       | 57,452   | 5.       | 3:52,283   | 12.                      |
| Wolfgang Kindl            | Férfi egyes | 57,110   | 2.       | 57,430   | 1.       | 57,117   | 2.       | 57,238   | 2.       | 3:48,895   | 2. helyezett, ezüstérmes |
| Lorenz Koller Thomas Steu | Kettes      | 58,426   | 3.       | 58,639   | 3.       |          |          |          |          | 1:57,065   | 3. helyezett, bronzérmes |
| Madeleine Egle            | Női egyes   | 59,342   | 17.      | 58,493   | 2.       | 58,542   | 5.       | 58,432   | 3.       | 3:54,809   | 4.                       |
| Hannah Prock              | Női egyes   | 58,762   | 6.       | 58,732   | 5.       | 58,532   | 4.       | 58,798   | 9.       | 3:54,824   | 5.                       |
| Lisa Schulte              | Női egyes   | 58,523   | 3.       | 59,074   | 12.      | 58,646   | 6.       | 58,642   | 6.       | 3:54,885   | 6.                       |

| Versenyző                                                 | Versenyszám  | Női      | Női   | Férfi    | Férfi | Kettes   | Kettes | Összesítés | Összesítés               |
| Versenyző                                                 | Versenyszám  | Idő      | Hely. | Idő      | Hely. | Idő      | Hely.  | Idő        | Helyezés                 |
| --------------------------------------------------------- | ------------ | -------- | ----- | -------- | ----- | -------- | ------ | ---------- | ------------------------ |
| Madeleine Egle Wolfgang Kindl Thomas Steu / Lorenz Koller | Vegyes váltó | 1:00,054 | 2.    | 1:01,342 | 1.    | 1:02,090 | 2.     | 3:03,486   | 2. helyezett, ezüstérmes |

## Szkeleton
| Versenyző            | Versenyszám | 1. futam | 1. futam | 2. futam | 2. futam | 3. futam | 3. futam | 4. futam | 4. futam | Összesítés | Összesítés |
| Versenyző            | Versenyszám | Idő      | Hely.    | Idő      | Hely.    | Idő      | Hely.    | Idő      | Hely.    | Idő        | Helyezés   |
| -------------------- | ----------- | -------- | -------- | -------- | -------- | -------- | -------- | -------- | -------- | ---------- | ---------- |
| Samuel Maier         | Férfi       | 1:01,36  | 15.      | 1:01,13  | 11.      | 1:01,05  | 13.      | 1:00,95  | 11.      | 4:04,49    | 13.        |
| Alexander Schlintner | Férfi       | 1:01,56  | 16.      | 1:01,73  | 19.      | 1:01,66  | 19.      | 1:01,24  | 14.      | 4:06,19    | 17.        |
| Janine Flock         | Női         | 1:02,64  | 14.      | 1:02,72  | 10.      | 1:02,23  | 8.       | 1:02,45  | 15.      | 4:10,04    | 10.        |